# قائمة البعثات الدبلوماسية التركية

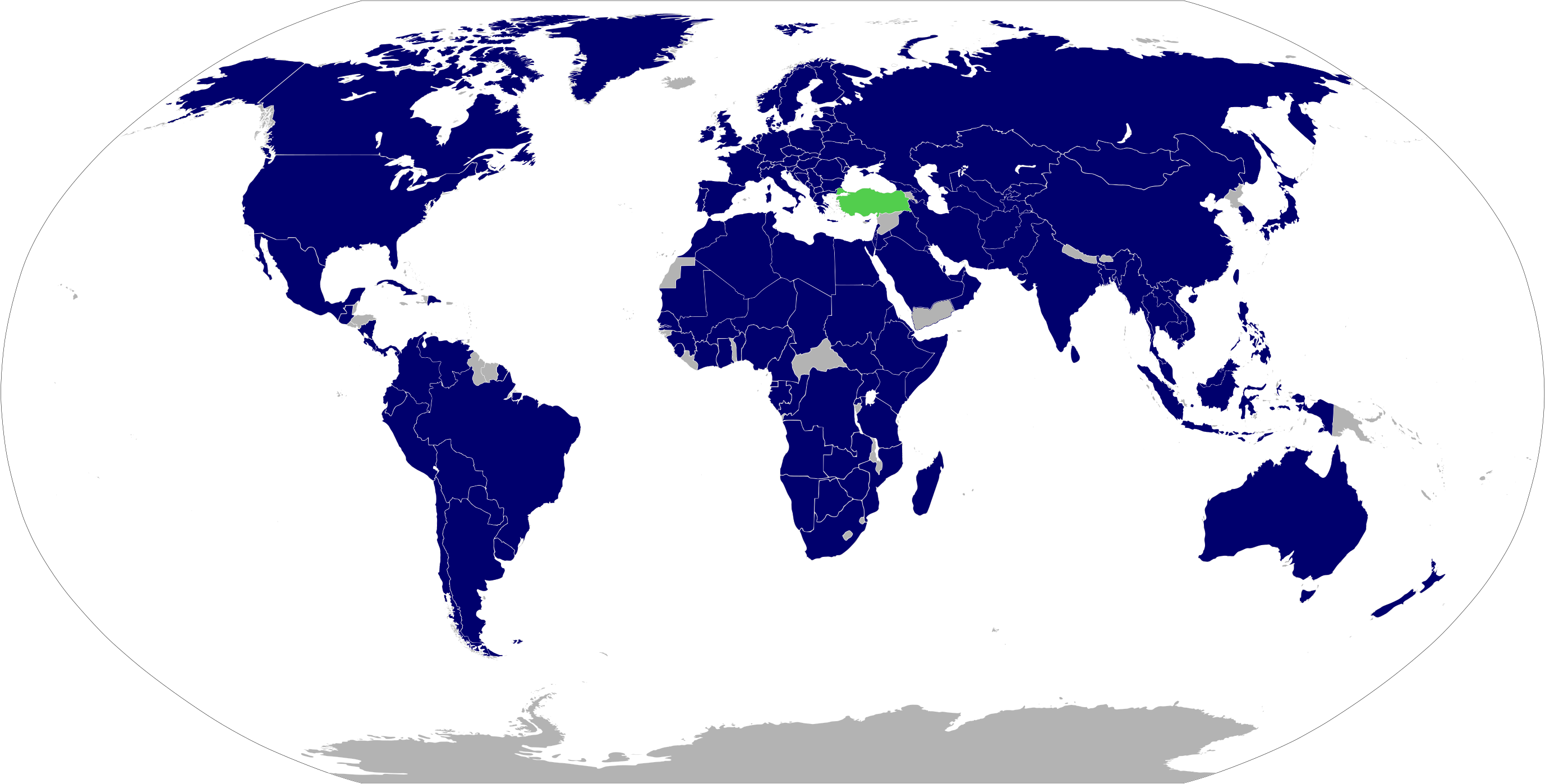
خريطة بالدول التي بها ممثليات تركية

هذه قائمة بعثات تركيا الدبلوماسية، بما فيها القنصليات العامة. في عام 1793، أنشئت أول سفارة تركية دائمة من قبل السلطان سليم الثالث في لندن.
جمهورية تركيا، والتي كان لديها 39 بعثة في الخارج في عام 1924، تمثلها الآن 233 بعثة رسمية، باستثناء القنصليات الفخرية، في جميع أنحاء العالم. من بين هذه البعثات، فإن 135 سفارات، 13 ممثليات دائمة، 84 قنصليات عامة وواحدة مكتب تجاري. وفقاً ل«ترتيب الدول لعام 2016» التابع لمؤشر الدبلوماسية العالمية، فإن تركيا هي البلد سادس، خلف الأعضاء الخمسة الدائمين لدى الأمم الممتحدة فقط، في عدد الممثليات عالميًا.
كما أنها الدولة الوحيدة التي لديها سفارة في الجمهورية التركية لشمال قبرص؛ لا يوجد بلد آخر يعترف بجمهورية شمال قبرص التركية كدولة ذات سيادة. وليس لديها سفارة في أرمينيا، وهي بلد مجاور، نظرًا لأن البلدين لم يقيما بعد علاقات دبلوماسية.
236 من السفراء الأتراك الذين في الخدمة اعتبارًا من مارس عام 2016، بينهم 37 امرأة.

## أفريقيا

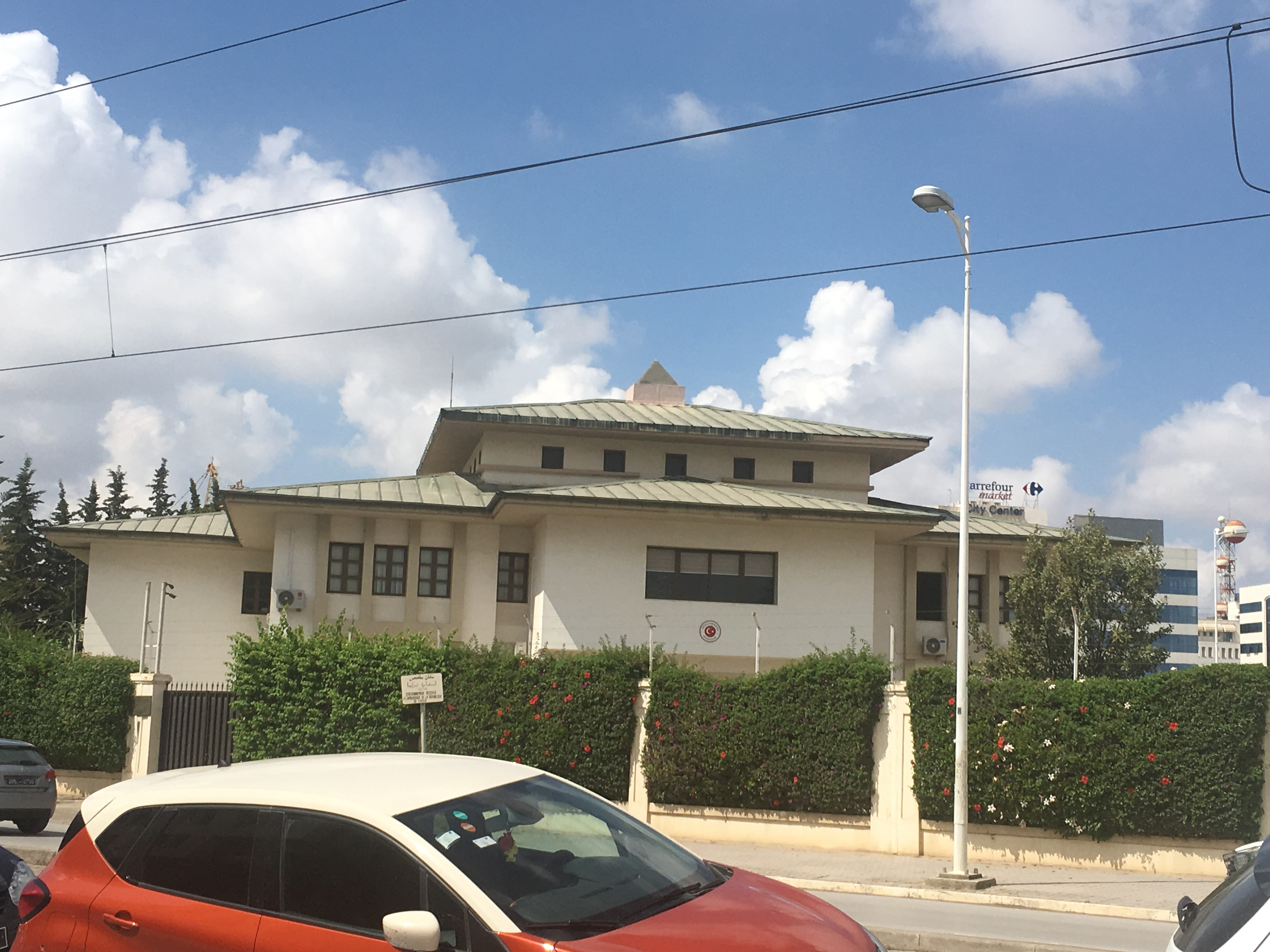
سفارة تركيا في تونس.

| البلد المضيف                  | البعثة                                       | الرئيس                       |
| ----------------------------- | -------------------------------------------- | ---------------------------- |
| الجزائر                       | - الجزائر (سفارة)                            | عدنان كيتشيجي                |
| أنغولا                        | - لواندا (سفارة)                             | حميد عثمان أولجاي            |
| بنين                          | - كوتونو (سفارة)                             | تورغوت رؤوف كورال            |
| بوتسوانا                      | - غابورون (سفارة)                            | إبراهيم ميته ياغلي           |
| بوركينا فاسو                  | - واغادوغو (سفارة)                           | أيدين سيفا آكاي              |
| الكاميرون ‡                   | - ياوندي (سفارة)                             | حسني مراد أولكو              |
| تشاد                          | - نجامينا (سفارة)                            | أحمد كاواس                   |
| جمهورية الكونغو               | - برازافيل (سفارة)                           | جان إينجسو                   |
| ساحل العاج ‡                  | - أبيدجان (سفارة)                            | يالتشين كايا إرنسوي          |
| جمهورية الكونغو الديمقراطية ‡ | - كينشاسا (سفارة)                            | بكر أويسال                   |
| جيبوتي                        | - جيبوتي (سفارة)                             | حسن ياووز                    |
| مصر                           | - القاهرة (سفارة) - الإسكندرية (قنصلية عامة) | محمد عاكف أوزدمير            |
| إريتريا                       | - أسمرة (سفارة)                              | فرات سونل                    |
| إثيوبيا                       | - أديس أبابا (سفارة)                         | أو. كنان إيبك                |
| الغابون                       | - ليبرفيل (سفارة)                            | نوردان بيرقدار غولدر         |
| غامبيا                        | - بانجول (سفارة)                             | علي رضا أوزجوشكون            |
| غانا ‡                        | - أكرا (سفارة)                               | أيدين نورهان                 |
| غينيا                         | - كوناكري (سفارة)                            | خديجة نور ساغمان             |
| كينيا ‡                       | - نيروبي (سفارة)                             | ح. عوني أكسوي                |
| ليبيا                         | - طرابلس (سفارة) - بنغازي (قنصلية عامة)      | علي كمال أيدين علي سعيد أكين |
| مدغشقر ‡                      | - أنتانانريفو (سفارة)                        | أرتيميز سومر                 |
| مالي                          | - باماكو (سفارة)                             | حكمت رينان شكر أوغلو         |
| موريتانيا                     | - نواكشوط (سفارة)                            | موسى كولاكليكايا             |
| المغرب                        | - الرباط (سفارة)                             | أوغور أرينر                  |
| موزمبيق ‡                     | - مابوتو (سفارة)                             | أيلين تاشهان                 |
| ناميبيا                       | - ويندهوك (سفارة)                            | مراد أحمد يوروك              |
| النيجر                        | - نيامي (سفارة)                              | حسين أوزديمير                |
| نيجيريا                       | - أبوجا (سفارة)                              | علي رفعت كوكسال              |
| رواندا                        | - كيغالي (سفارة)                             | محمد رائف كاراجا             |
| السنغال ‡                     | - داكار (سفارة)                              | زينب سيبل ألغان              |
| الصومال                       | - مقديشو (سفارة)                             | ج. كاني تورون                |
| جنوب أفريقيا ‡                | - بريتوريا (سفارة)                           | كان إيسينر                   |
| جنوب السودان                  | - جوبا (سفارة)                               | خلوق آغجا                    |
| السودان                       | - الخرطوم (سفارة)                            | أردوغان كوك                  |
| تنزانيا                       | - دار السلام (سفارة)                         | علي داوود أوغلو              |
| تونس                          | - تونس (سفارة)                               | عمر غوجوك                    |
| أوغندا ‡                      | - كامبالا (سفارة)                            | صدف ياووز ألب                |
| زامبيا                        | - لوساكا (سفارة)                             | أحمد شمس الدين أردا          |
| زيمبابوي                      | - هراري (سفارة)                              | قادر هدايت إريش              |

## الأمريكتين
| البلد المضيف        | البعثة | الرئيس                                                                                           |
| ------------------- | --- | ------------------------------------------------------------------------------------------------ |
| الأرجنتين ‡         | - بوينس آيرس (سفارة) | تانر كاراكاش                                                                                     |
| البرازيل ‡          | - برازيليا (سفارة) - ساو باولو (قنصلية عامة) | حسين ديريوز محمد أوزغون أرمان                                                                    |
| كندا                | - أوتاوا (سفارة) - تورونتو (قنصلية عامة) | سلجوق أونال علي رضا غوني                                                                         |
| تشيلي               | - سانتياغو (سفارة) | ناجية غوكتشن كايا                                                                                |
| كولومبيا            | - بوغوتا (سفارة) | إنغين يورور                                                                                      |
| كوستاريكا‡          | - سان خوسيه(سفارة) | علي فينديك                                                                                       |
| كوبا ‡              | - هافانا (سفارة) | حسن ثروت أوكتن                                                                                   |
| جمهورية الدومينيكان | - سانتو دومينغو (سفارة) | أيدين إفيرغن                                                                                     |
| الإكوادور           | - كيتو (سفارة) | كوركوت غونجن                                                                                     |
| غواتيمالا           | - مدينة غواتيمالا (سفارة) | وهبي إسغل إتينسيل                                                                                |
| المكسيك ‡           | - مدينة مكسيكو (سفارة) | أحمد أجيت                                                                                        |
| بنما                | - مدينة بنما (سفارة) | قدرية شانيفار أولغون                                                                             |
| بيرو ‡              | - ليما (سفارة) | فردا أكرمان                                                                                      |
| الولايات المتحدة    | - واشنطن العاصمة (سفارة) - بوسطن (قنصلية عامة) - شيكاغو (قنصلية عامة) - هيوستن (قنصلية عامة) - لوس أنجلوس (قنصلية عامة) - ميامي (قنصلية عامة) - نيويورك (قنصلية عامة) | سردار قليتش أومور بوداك راميس شن فرحات ألكان رئيفة غولرو غيزر أوزغور كيفانتش ألتان إرتان يالتشين |
| فنزويلا ‡           | - كاراكاس (سفارة) | شوله أوزتونتش                                                                                    |

## آسيا
| البلد المضيف             | البعثة                                                                                   | الرئيس                                          |
| ------------------------ | ---------------------------------------------------------------------------------------- | ----------------------------------------------- |
| أفغانستان                | - كابل (سفارة) - مزار شريف (قنصلية عامة)                                                 | باسات أوزتورك غونش يشيلداغ                      |
| أذربيجان                 | - باكو (سفارة) - كنجه (قنصلية عامة) - نخجوان (قنصلية عامة)                               | ألبر جوشكون خلوق أقجة علي رضا أكينجي            |
| البحرين                  | - المنامة (سفارة)                                                                        | أحمد أولكر                                      |
| بنغلاديش ‡               | - داكا (سفارة)                                                                           | وقور إركول                                      |
| بروناي                   | - بندر سري بكاوان (سفارة)                                                                | بكرت أوغوز أتيش                                 |
| كمبوديا                  | - بنوم بنه (سفارة)                                                                       |                                                 |
| الصين                    | - بكين (سفارة) - غوانغجو (قنصلية عامة) - هونغ كونغ (قنصلية عامة) - شانغهاي (قنصلية عامة) | مراد سليم إسنلي باتو كسمن خلدون تكنجي دنيز إيكه |
| جورجيا                   | - تبليسي (سفارة) - باتومي (قنصلية عامة)                                                  | زكي ليفينت جمركجي إنغين أريكان                  |
| الهند ‡                  | - نيودلهي (سفارة) - حيدر آباد (قنصلية عامة) - مومباي (قنصلية عامة)                       | براق آقتشابار مراد أحمد يوروك                   |
| إندونيسيا ‡              | - جاكارتا (سفارة)                                                                        | مراد آدالي                                      |
| إيران                    | - طهران (سفارة) - مشهد (قنصلية عامة) - تبريز (قنصلية عامة) - أرومية (قنصلية عامة)        | أوميت يارديم محمد دوغان يونس بلت علي تولغا كايا |
| العراق                   | - بغداد (سفارة) - أربيل (قنصلية عامة) - البصرة (قنصلية عامة) - الموصل (قنصلية عامة)      | يونس دميرر أيدين سلجن فاروق قايماقجي أحمد يازار |
| إسرائيل                  | - تل أبيب (سفارة)                                                                        | شاكر أوزكان تورونلار                            |
| اليابان ‡                | - طوكيو (سفارة)                                                                          | سردار قليتش                                     |
| الأردن                   | - عمان (سفارة)                                                                           | سيدات أونال                                     |
| كازاخستان                | - أستانا (سفارة) - أكتاو (قنصلية عامة) - ألماتي (قنصلية عامة)                            | نوزت أويانيك كورهان كونغرو رضا كاغان يلماز      |
| كوريا الجنوبية ‡         | - سيئول (سفارة)                                                                          | أرسلان هاكان أوكتشال                            |
| الكويت                   | - مدينة الكويت (سفارة)                                                                   | محمد حلمي ديده أوغلو                            |
| قرغيزستان                | - بيشكك (سفارة)                                                                          | نجات آقتشال                                     |
| لبنان                    | - بيروت (سفارة)                                                                          | إينان أوزييلديز                                 |
| ماليزيا                  | - كوالالمبور (سفارة)                                                                     | سراب آتاي                                       |
| منغوليا                  | - أولان باتور (سفارة)                                                                    | مراد قراغوز                                     |
| ميانمار                  | - نايبيداو (سفارة)                                                                       | مراد ياووز أتيش                                 |
| عمان                     | - مسقط (سفارة)                                                                           | محمد خيري إرول                                  |
| باكستان                  | - إسلام آباد (سفارة) - كراتشي (قنصلية عامة)                                              | بابور هيزلان مراد مصطفى أونارت                  |
| فلسطين                   | - القدس (قنصلية عامة)                                                                    | مصطفى سارنيتش                                   |
| الفلبين                  | - مانيلا (سفارة)                                                                         | خديجة بينار إيشيك                               |
| قطر                      | - الدوحة (سفارة)                                                                         | حقي إمره يونت                                   |
| السعودية                 | - الرياض (سفارة) - جدة (قنصلية عامة)                                                     | أحمد مختار غون صالح موتلو شن                    |
| سنغافورة                 | - سنغافورة (سفارة)                                                                       | حقي تانر سيبن                                   |
| سريلانكا                 | - كولومبو (سفارة)                                                                        | إسكندر كمال أوكياي                              |
| سوريا                    | - دمشق (سفارة) - حلب (قنصلية عامة)                                                       |                                                 |
| تايوان                   | - تايبيه (المكتب التجاري التركي في تايبيه)                                               | عصمت إريكان                                     |
| طاجيكستان                | - دوشنبه (سفارة)                                                                         | محمد مونيس ديريك                                |
| تايلاند ‡                | - بانكوك (سفارة)                                                                         | أحمد أوغوز تشيليكول                             |
| تركمانستان               | - عشق آباد (سفارة)                                                                       | شوقي متولي أوغلو                                |
| الإمارات العربية المتحدة | - أبوظبي (سفارة) - دبي (قنصلية عامة)                                                     | شفيق فورال ألطاي أوميت يالتشين                  |
| أوزبكستان                | - طشقند (سفارة)                                                                          | سرتاتش سونميزاي                                 |
| فيتنام                   | - هانوي (سفارة)                                                                          | أحمد عاكف أوقطاي                                |
| اليمن                    | - صنعاء (سفارة)                                                                          | فضلي تشورمان                                    |

## انظر ايضًا
- علاقات تركيا الخارجية
- قائمة البعثات الدبلوماسية في تركيا

## وصلات خارجية
- Ministry of Foreign Affairs of Turkey